# Renault RS18
A Renault RS18 egy Formula–1-es versenyautó, melyet a Renault Sport F1 tervezett és versenyeztetett a 2018-as Formula–1 világbajnokság során. Pilótái Nico Hülkenberg és Carlos Sainz Jr. voltak.

## Áttekintés
Nick Chester és Bob Bell tervezték a csapat ez évi autóját, amelyet először 2018. február 20-án mutattak be. A külső szemlélő számára a legfontosabb különbség az előző évi modellhez képest a jóval több fekete színt alkalmazó festés, valamint a fejvédő keret (glória) alkalmazása. Mivel a bemutató az interneten keresztül történt, így lehetőségük volt az igazán fontos változtatásokat eltitkolni a riválisok elől, azáltal, hogy csak egy számítógépes modellt mutattak meg. A tervezéssel egyidejűleg a csapat enstone-i főhadiszállását is jelentős mértékben kibővítették.
Az RS18-as már sokkal ígéretesebb teljesítményt nyújtott, mint elődei. Habár legjobb eredményük két ötödik hely volt, a folyamatos pontszerzéseknek köszönhetően a csapat a konstruktőri negyedik helyen zárta az idényt.

## Eredmények
| Év   | Csapat                         | Motor          | Gumik | Pilóták          | Futamok | Futamok | Futamok | Futamok | Futamok | Futamok | Futamok | Futamok | Futamok | Futamok | Futamok | Futamok | Futamok | Futamok | Futamok | Futamok | Futamok | Futamok | Futamok | Futamok | Futamok | Pontok | Helyezés |
| Év   | Csapat                         | Motor          | Gumik | Pilóták          | AUS     | BHR     | CHN     | AZE     | ESP     | MON     | CAN     | FRA     | AUT     | GBR     | GER     | HUN     | BEL     | ITA     | SIN     | RUS     | JPN     | USA     | MEX     | BRA     | ABU     | Pontok | Helyezés |
| ---- | ------------------------------ | -------------- | ----- | ---------------- | ------- | ------- | ------- | ------- | ------- | ------- | ------- | ------- | ------- | ------- | ------- | ------- | ------- | ------- | ------- | ------- | ------- | ------- | ------- | ------- | ------- | ------ | -------- |
| 2018 | Renault Sport Formula One Team | Renault R.E.18 | P     | Nico Hülkenberg  | 7       | 6       | 6       | KI      | KI      | 8       | 7       | 9       | KI      | 6       | 5       | 12      | KI      | 13      | 10      | 12      | KI      | 6       | 6       | KI      | KI      | 122    | 4.       |
| 2018 | Renault Sport Formula One Team | Renault R.E.18 | P     | Carlos Sainz Jr. | 10      | 11      | 9       | 5       | 7       | 10      | 8       | 8       | 12      | KI      | 12      | 9       | 11      | 8       | 8       | 17      | 10      | 7       | KI      | 12      | 6       | 122    | 4.       |

- † – Nem fejezte be a futamot, de rangsorolva lett, mert teljesítette a versenytáv 90%-át.

Félkövérrel jelölve a leggyorsabb kör

## Fordítás
- Ez a szócikk részben vagy egészben  a   Renault R.S.18 című angol Wikipédia-szócikk ezen változatának fordításán alapul.  Az eredeti cikk szerkesztőit annak laptörténete sorolja fel. Ez a jelzés csupán a megfogalmazás eredetét és a szerzői jogokat jelzi, nem szolgál a cikkben szereplő információk forrásmegjelöléseként.